# Rheocles pellegrini
Rheocles pellegrini is een straalvinnige vissensoort uit de familie van de bedotia's (Bedotiidae). De wetenschappelijke naam van de soort is voor het eerst geldig gepubliceerd in 1931 door Nichols & La Monte.
De soort is endemisch in Madagaskar.